# Acropora lutkeni
Acropora lutkeni е вид корал от семейство Acroporidae. Видът е почти застрашен от изчезване.

## Разпространение
Разпространен е в Австралия, Американска Самоа, Британска индоокеанска територия, Вануату, Виетнам, Гуам, Индия, Индонезия, Камбоджа, Кирибати, Мавриций, Малайзия, Малдиви, Малки далечни острови на САЩ, Маршалови острови, Мианмар, Микронезия, Науру, Ниуе, Нова Каледония, Острови Кук, Палау, Папуа Нова Гвинея, Питкерн, Провинции в КНР, Реюнион, Самоа, Северни Мариански острови, Сейшели, Сингапур, Соломонови острови, Тайван, Тайланд, Тонга, Тувалу, Уолис и Футуна, Фиджи, Филипини, Френска Полинезия, Чили, Шри Ланка и Япония.